# Ophiomyia vockerothi
Ophiomyia vockerothi är en tvåvingeart som beskrevs av Spencer 1986. Ophiomyia vockerothi ingår i släktet Ophiomyia och familjen minerarflugor.
Artens utbredningsområde är North Carolina. Inga underarter finns listade i Catalogue of Life.